# Rayo Negro
Black Bolt (Blackagar Boltagon), en español Rayo Negro, es un superhéroe ficticio que aparece en cómics estadounidenses publicados por Marvel Comics. Creado por Stan Lee y Jack Kirby, el personaje apareció por primera vez en Fantastic Four #45 (diciembre de 1965). Es el gobernante de los Inhumanos, una raza apartada de sobrehumanos genéticamente alterados. El poder distintivo del Rayo Negro es su voz, ya que su capacidad de manipular electrones está vinculada al centro del habla de su cerebro. Su habla desencadena una perturbación masiva en forma de una onda de choque altamente destructiva, capaz de derribar una ciudad entera. Debido al peligro extremo planteado por este poder, el personaje ha sido objeto de un riguroso entrenamiento mental para impedir que emita siquiera un sonido, incluso cuando está dormido, y por lo general permanece en completo silencio y se comunica a través del lenguaje de señas, o mediante un portavoz.
Rayo Negro ha sido descrito como uno de los héroes masculinos más notables y poderosos de Marvel.El personaje de Rayo Negro ha aparecido en otros productos aprobados por Marvel, tales como juegos de arcade y video, series animadas de televisión, y mercancía como estampas. En Marvel Cinematic Universe, diferentes versiones de Rayo Negro fueron interpretados por Anson Mount en la serie de televisión de 2017 Inhumans y en la película Doctor Strange en el multiverso de la locura (2022).

## Historial de publicaciones
El personaje apareció por primera vez en Fantastic Four # 45 (diciembre de 1965) y fue creado por Stan Lee y Jack Kirby. Como parte de la iniciativa de cambio de marca de 2012 Marvel NOW!, Black Bolt volvió a unirse a los Illuminati. En 2017, Black Bolt recibió su propia serie en solitario, escrita por Saladin Ahmed y escrita por Christian James Ward. Apareció en el one-shot Darkhold: Black Bolt #1 de 2021.

## Biografía

### Años 60
La primera aparición de Black Bolt estableció al personaje como un miembro de la clase dominante de los Inhumanos. El cómic Thor presentó una historia secundaria llamada "Historias de los Inhumanos", la cual relata el origen del personaje. Como el hijo de dos Inhumanos preeminentes, el rey Agon y la reina Rynda. Black Bolt es expuesto a la mutagénica Niebla Terrígena cuando aún era un embrión y finalmente demostró la habilidad de manipular electrones. Para proteger a la comunidad Inhumana de su devastadora voz, Black Bolt fue colocado dentro de una cámara a prueba de sonido e instruido en el uso de sus poderes. Reingresando a la sociedad Inhumana cuando era joven — teniendo la promesa de que nunca volvería a hablar — el personaje es atacado por su hermano menor Maximus, quien intenta, sin éxito, incitarlo a hablar.
Black Bolt resultó ser popular, y decidió irse de Attilan (la ciudad de los Inhumanos) para explorar el mundo exterior. El personaje reaparece en una historia centrada en su esposa Medusa, ahuyenta a Hulk después de que el monstruo derrota a la Familia Real Inhumana (Medusa, Gorgon, Karnak, Tritón y Crystal), y con los Cuatro Fantásticos lucha contra su hermano Maximus y su propio grupo de Inhumanos renegados.

### Años 70
Después de verse obligados a intervenir en el romance entre Johnny Storm y Crystal, Black Bolt y los Inhumanos aparecen en el cómic Amazing Adventures, y luchan contra villanos principales, como el Mandarín o Magneto. Una historia relatada en el cómic Avengers revela cómo Black Bolt llegó a ser el emperador de los Inhumanos y cómo Maximus se volvió loco. Black Bolt descubre que su hermano se ha aliado secretamente con los Kree — la raza alienígena cuyos experimentos genéticos crearon por primera vez a los Inhumanos — y al tratar de detener una nave Kree sobre-extendió sus poderes sónicos e hizo que la nave se estrellara. Varios miembros del Consejo Genético — incluyendo sus padres — mueren, con Maximus conducido a la locura por su proximidad al uso de la voz de Black Bolt. Black Bolt asume el título de rey, pero es perseguido por las consecuencias de sus acciones.
El personaje resuelve una pelea entre Johnny Storm y el mutante Quicksilver por el afecto de Crystal y libera a la casta de esclavos de la sociedad Inhumana, los Primitivos Alfa. Black Bolt y la Familia Real ayudan al superhéroe Spider-Man contra el villano viajero del tiempo, Kang el Conquistador, se ve obligado a luchar una vez más contra Hulk, se une a los Cuatro Fantásticos y a Los Vengadores para luchar contra Ultron, y nuevamente se alía con los Cuatro Fantásticos en contra del villano de la quinta dimensión, Xemnu.
Rayo Negro y los Inhumanos aparecen en una serie bimestral titulada Inhumans, luchando contra amenazas como el villano Blastaar y los Kree, que consideran a los Inhumanos como abominaciones. El personaje se enfrenta al villano inmortal Sphinx—que ha derrotado a los Cuatro Fantásticos y la Familia Real— lanzándolo a más de un año luz de distancia en el espacio profundo, luego ayuda al héroe Kree, Capitán Marvel a evitar una guerra entre los Kree y los Skrulls en la Tierra, y otra vez se une con el miembro de los Cuatro Fantásticos, la Mole para derrotar al villano mutado Gravitón, y aparece brevemente durante un anuncio de que Crystal y Quicksilver esperan una bebé.

### Años 80
Rayo Negro revisita sus orígenes cuando él, los miembros de la Familia Real, y los miembros de los 4 Fantásticos, Mr. Fantástico y la Mole luchan contra el villano Maelstrom. Maelstrom se revela como el hijo de un rival del padre de Rayo Negro, y—después de que sus secuaces sean derrotados—intenta destruir a Attilan con un misil guiado. Rayo Negro, sin embargo, logra desactivar el misil y Maelstrom es derrotado.
La búsqueda de Rayo Negro de un nuevo sitio para la ciudad de Attilan (eventualmente el Himalaya) es detallada en un número especial del título de universos alternativos ¿Qué pasaría si...? Otro número especial en ¿Qué pasaría si...? detalla cómo Rayo Negro trabajó con los Eternos para trasladar la ciudad de Attilan al Himalaya. Rayo Negro también lideró el eventual traslado de Attilan a la Luna cuando la contaminación en la Tierra se hizo demasiada para los Inhumanos.
Spider-Man lo menciona junto con otros personajes poderosos de Marvel en una conversación «fuera de universo» del personaje con los lectores. Rayo Negro aparece en una novela gráfica que detalla la eventual muerte de su antiguo aliado Mar-Vell debido al cáncer. Aparece también en una publicación de un solo número que incluía parodias humorísticas del Universo Marvel - Fantastic Four Roast, y ayuda a la superheroína Dazzler a luchar contra el villano Hombre Absorbente.
Un dispositivo alienígena abandonado en la Luna hace que Rayo Negro, la Familia Real y los Cuatro Fantásticos experimenten pesadillas hasta que Tritón lo destruye. Rayo Negro es encarcelado por Maximus (quien también intercambió sus cuerpos), pero es liberado por la Familia Real y los Vengadores. Aparece en un título de un solo número que detalla varios de los errores de continuidad de Marvel. Se casa con su prima Medusa después de una batalla que los interrumpe entre un Kree y un soldado Skrull. Aparece en otro número de ¿Qué pasaría si...? y en una historia de respaldo en Marvel Fanfare.
Con la familia real, Rayo Negro encuentra a Dazzler una vez más, aparece en flashbacks en dos números de The Avengers, intenta dominar a un Quicksilver errático (angustiado por la aventura extramarital de su esposa), y ayuda al equipo mutante Factor X a derrotar a Maximus. Los Inhumanos luego ayudan a los Cuatro Fantásticos contra el villano Diablo, pelean con una versión posterior del equipo durante La Guerra Evolucionaria. También aparecen en el primer número de ¿Qué pasaría si...?, segundo volumen.
Rayo Negro se enfrenta al Consejo Genético de Attilan cuando prohíben el nacimiento del niño que concibió con Medusa. Ella termina huyendo a la Tierra para tener a su hijo (Ahura). Rayo Negro destruye el simbionte alienígena con el que Spider-Man se une en otro número de ¿Qué pasaría si...?, y con la Familia Real se encuentra con el héroe Daredevil.

### Años 90
Después de otra aparición en un número especial en el título ¿Qué pasaría si...?  una historia contada en flashbacks revela cómo Maximus, usando una creación llamada el Trikon, expulsó a Rayo Negro de Attilan. Rayo Negro, sin embargo, finalmente derrota al Trikon y recupera el trono. Después de ayudar al grupo de súperhéroes adolescentes los Nuevos Guerreros, la familia real une fuerzas con Factor-X para detener al villano maestro Apocalipsis.
Rayo Negro hace una serie de breves apariciones en varios títulos y su hijo es amenazado por Inhumanos rebeldes. Él y la familia real se separan de Atilan después de rescatar a su hijo del corrupto Consejo de Genética. Después de dos apariciones más en eventos de respaldo en los títulos X-Factor y Starblast, Rayo Negro aparece en varias situaciones en dos títulos antes de protagonizar en la publicación de un solo número Inhumans: El Gran Refugio (mayo de 1995), que detalla la batalla de los Inhumanos contra los Kree.
Con la Familia Real, los Cuatro Fantásticos y el heredero de Doom, Kristoff Vernard, Rayo Negro frustra de nuevo los planes de Máximus y aparece con los Cuatro Fantásticos durante la crisis de Onslaught. Después de aparecer en el título de un solo número Bug, Rayo Negro y los Inhumanos aparecen en el universo de Heroes Reborn, donde veneran a la entidad de Galactus y sus Heraldos, como dioses.
El personaje se encuentra con el noble salvaje Ka-Zar y es testigo de la reunión de Quicksilver y Crystal antes de que él y la familia real aparezcan en un evento de respaldo en el título de los Cuatro Fantásticos. Rayo Negro y los Inhumanos aparecen en una serie limitada titulada Inhumans que trata de la «creación» de un nuevo grupo de Inhumanos y el intento de detener a Máximus, quien con aliados humanos e inhumanos intenta subvertir el gobierno de su hermano. Después de una aparición en la edición final de una serie limitada de Quicksilver, Rayo Negro y el equipo de Inhumanos se alían con súper equipo canadiense Alpha Flight.

### Año 2000
El personaje aparece, de nuevo con la Familia Real, en una tercera serie limitada titulada Inhumans, que tiene desarrollos importantes para los Inhumanos. Ronan el Acusador lidera a los Kree en un ataque sorpresa, capturando a Attilan y forzando a la Familia Real a entrar en servicio contra los enemigos de los Kree, los Shi'ar. Karnak, Gorgon y Tritón se unen secretamente a la Guardia Imperial Shi'ar, mientras que Rayo Negro y Medusa deben intentar asesinar a la gobernante Shi'ar, Lilandra, en medio de una ceremonia que ratifica una alianza entre los Shi'ar y los Spartoi. Aunque el intento falla y Rayo Negro logra derrotar a Ronan en combate personal, los demás Inhumanos eligen irse con los Kree y buscar un nuevo futuro. Esto deja a Rayo Negro y la familia real a solas para valerse por sí mismos.
El grupo de aventureros interdimensionales Exiles también se encuentra con una versión de universo alternativo de Rayo Negro. Rayo Negro decide intentar la reintegración con la Tierra, y varios Inhumanos más jóvenes—recientemente expuestos a las Nieblas de Terrigen—exploran la Tierra con resultados mixtos, incluyendo en un momento la intervención de los Cuatro Fantásticos. Los Inhumanos se reasientan en el Área Azul de la Luna y comienzan a reconstruirse. El personaje también aparece brevemente en el título mutante X-Statix y un título de un solo número, Inhumanos 2099, especula sobre el futuro de los Inhumanos y su papel en la Tierra.
En el título Nuevos Vengadores, se revela que Rayo Negro es miembro de un consejo de superhéroes llamado los Illuminati. A través de una continuidad retroactiva de la continuidad de Marvel, el grupo se forma durante la Guerra Kree-Skrull para hacer frente a las amenazas sobre la Tierra. Durante la historia de «Son of M», el mutante Quicksilver roba un contenedor con cristales de Terrigen de Attilan, el cual intentan recuperar Rayo Negro y el resto de la familia real.
Rayo Negro también rechaza la Ley de Registro de Superhumanos y se niega a involucrarse en la Guerra Civil subsiguiente. Cortesía del héroe Sentry, Black Bolt supervisa la situación. En la serie limitada Guerra silenciosa, el ejército de EE. UU. Ataca a los Inhumanos para evitar que recuperen los cristales. Creyendo que los cristales robados deben ser devueltos a Attilan, Rayo Negro emite una advertencia a los Estados Unidos sobre otros actos de agresión, y finalmente lanza una ofensiva contra la nación. Gorgon y otros Inhumanos son capturados durante el ataque, lo que lleva a Rayo Negro a encabezar personalmente un equipo para rescatar a sus súbditos y recuperar los cristales. Mientras la misión tiene éxito, Maximus aprovecha la situación y derroca e internamente encarcela a Rayo Negro.
Los Illuminati también recolectan las Gemas del Infinito, y—para evitar el abuso de poder por el Titán Thanos y otros—se dividen las gemas entre ellos, jurando que nunca más serán usadas al unísono. Rayo Negro recibe la gema de la «Realidad».
El personaje aparentemente sufre un revés cuando recibe una brutal paliza a manos de Hulk, en un episodio de ira desenfrenada durante la historia de World War Hulk, buscando vengarse de Rayo Negro por su papel en el exilio de Hulk de la Tierra. Durante los eventos de la serie limitada Secret Invasion, se revela que no se trataba en realidad del Rayo Negro, sino más bien de un Skrull, que muere en combate a manos de miembros de los Illuminati. El verdadero Rayo Negro es capturado por los Skrulls, que tenían la intención de usar su voz como un arma de destrucción masiva. El personaje es rescatado cuando los héroes de la Tierra derrotan al ejército Skrull y descubren la ubicación de sus compañeros de equipo capturados.
Rayo Negro, enojado por las repercusiones causadas por la invasión de Skrull, cambia de táctica y se embarca en una campaña agresiva contra todos los ex-perseguidores de los Inhumanos en la serie limitada War of Kings. A su orden, los Inhumanos atacan a los Kree y derrocan a Ronan el Acusador, y Rayo Negro se declara a sí mismo como gobernante supremo del Imperio Kree. Esto es seguido por un ataque preventivo contra el imperio Shi'ar, ahora controlado por el usurpador Vulcan. Rayo Negro tenía la intención de liberar la Niebla Terrigen a través de la galaxia y terminar la guerra cuando, gracias a las mutaciones subsecuentes, su poder se reparta por igual en todos los bandos, pero el plan fue interrumpido por Vulcan, los dos peleando mientras la bomba está cargando. Aunque Vulcan casi muere por la voz de Rayo Negro, éste se prepara para abandonar su plan cuando Crystal señala que los poderes producidos por la explosión solo inspirarían más daño que bien. Sin embargo, un enfurecido Vulcan retuvo fuerza suficiente para evitar que Rayo Negro se teletransportara con Crystal y Lockjaw, lo que resultó en que Rayo Negro y Vulcan aparentemente murieran en la posterior explosión de la bomba Terrigen, ya que Crystal solo negó las Nieblas Terrigen dentro de la bomba sin cerrar por su capacidad de explotar.

### Año 2010
De hecho, sobrevivió a la explosión. Se reveló que Rayo Negro probablemente representa la anomalía del programa de genética Kree Inhumano que se había predicho hace cientos de miles de años. La profecía genética era que esta anomalía produciría el fin de la Inteligencia Suprema. Para evitar este resultado, la Inteligencia Suprema Kree había ordenado la destrucción de todos los mundos donde tuvieron lugar los experimentos genéticos. Solo escaparon cinco colonias, incluida la de la Tierra: estos fueron los Inhumanos Universales. Después de su regreso a Attilan, Rayo Negro se unió a los Inhumanos Universales y se le presentaron cuatro novias nuevas, una de cada una de las otras colonias.
Regresaron a la Tierra para ayudar a derrotar a las últimas cuatro Cañas del Consejo Interdimensional. Luego se enfrentaron a la Armada Kree, a quien la inteligencia suprema Kree resucitó para exterminar a la Tierra y a los Inhumanos. Después de que los Kree huyeron en derrota, los Inhumanos siguieron en su persecución. Guiado por Franklin Richards, Rayo Negro confrontó a la Inteligencia Suprema, sobreviviendo lo suficiente como para rendirse y desencadenar protocolos forzando los términos de una tregua. Los convenció de que la profecía se había roto y que ya no era una amenaza. Se separaron, pero Rayo Negro tuvo que aceptar que Ronan (el esposo de Crystal) regresara solo al dominio Kree.
Durante la historia de Infinity, Rayo Negro recibió la visita de la Orden Negra de Thanos para exigir un tributo, las cabezas de los jóvenes inhumanos entre las edades de 16 y 22 o la aniquilación de los habitantes de la Tierra. Usando el Códice de Terrigen, Rayo Negro descubrió que Thanos usó la demanda de tributo como una tapadera para su verdadera misión: matar a su hijo secreto descendiente inhumano cuya identidad y ubicación eran desconocidas incluso por su padre. Después de que los Inhumanos negaran el tributo a Corvus Glaive, Thanos visitó personalmente a Rayo Negro en Attilan. Al descubrir que la Ciudad Inhumana estaba vacía con solo Rayo Negro a la izquierda, Rayo Negro lanzó un poderoso grito que derribó a Attilan y activó una Bomba de Terrigen que extendió las Nieblas a través de la Tierra. Thanos sobrevivió al ataque y encontró a Rayo Negro todavía vivo entre los escombros. Thanos exigió saber la ubicación de su hijo. Rayo Negro se negó y continuó atacando a Thanos con su voz hasta que Thanos, enfurecido, lo noqueó. Rayo Negro estuvo cautivo para que Thanos usara su poder para activar las bombas antimateria de los Illuminati para destruir la Tierra. Cuando los Illuminati llegaron a la Necrópolis, encontraron al general Supergiant de Thanos, con Rayo Negro bajo su control mientras ella usa a Rayo Negro para derrotarlos. Cuando Supergiant activó las bombas, Maximus apareció con el gatillo. Disparó las bombas, pero también usó Lockjaw para transportar la bomba antimateria junto con Supergiant a un planeta distante y deshabitado donde murió en la explosión. Black Bolt fue liberado y abandonó la escena junto con Maximus y Lockjaw. En la antigua ubicación de Attilan en el Himalaya, Rayo Negro escondió el Códice de Terrigen e hizo que Maximus entendiera que su supervivencia y la de su hermano debían mantenerse en secreto. Maximus también dedujo que Rayo Negro siempre iba a activar la Bomba de Terrigen independientemente de la llegada de Thanos, que anunciaría una nueva era de los Inhumanos. Después de ser examinado por Maximus, Rayo Negro descubrió con su hermano que la Bomba de Terrigen había disminuido en gran medida los poderes de Rayo Negro. Rayo Negro y Maximus acordaron mantener esto en secreto.
Usando aguas cargadas exogenéticamente, Maximus pudo ayudar a Black Bolt a recuperarse de la pérdida de potencia que sufrió después de la detonación de la bomba Terrigen.
Durante la historia de Secret Wars, Rayo Negro participa en la incursión entre Tierra-616 y Tierra-1610. Él es sacado por los Hijos del Mañana.
Después de la historia de Secret Wars, Medusa envía a Nur y Auran para encontrar a Rayo Negro a quien Maximus obliga a utilizar su voz contra ellos, matando a Auran. Rayo Negro y Medusa terminan separándose por su prolongada ausencia de Attilan. Sin embargo, se unen para luchar contra Kang el Conquistador por su hijo Ahura (Rayo Negro había entregado a Ahura a Kang para su custodia durante las incursiones). Indeseable en Attilan, Rayo Negro ahora dirige la "Habitación Silenciosa", un club nocturno que funciona como una zona neutral para los metahumanos. En un momento, una Auran resucitada roba su voz, pero se restaura con la ayuda de Sterilon.
Durante la historia de Death of X, Rayo Negro se le culpa falsamente de la muerte de Cyclops.
Cuando se rompe la tregua entre los Inhumanos y los X-Men durante la historia de Inhumans vs. X-Men, Black Frost y Dazzler emboscan a Rayo Negro en la Habitación Silenciosa. Un Dazzler disfrazado puede absorber la energía de su voz y contraatacarlo con el. Él es cautivo por los X-Men en el taller de Forge en la dimensión de Limbo hasta su rescate por Medusa y los Inhumanos. Ayuda a Medusa a neutralizar a Emma Frost. A raíz de esto, hay esperanza de reconciliación entre la pareja real cuando se une a Rayo Negro en la Habitación Silenciosa.
Rayo Negro y un grupo de Inhumanos más tarde localizaron a Maximus y lo capturaron para su juicio. Rayo Negro luego habló con Maximus en privado.
Marvel Boy más tarde revela que todavía hay esperanza de restaurar la raza Inhumana en los restos del Kree Homeworld, por lo que la familia real y un par de nuevos Inhumanos viajan al espacio para encontrar el secreto enterrado en Hala.
Sin embargo, pronto se vieron confrontados por dos sorpresas: la aflicción de Medusa con una misteriosa enfermedad y la revelación de Rayo Negro como Maximus disfrazado. Maximus había usado sus poderes psíquicos y un inductor de imágenes para cambiar de lugar con su hermano antes de abandonar la Tierra. Fue Rayo Negro que fue encarcelado en una prisión de tortura en el espacio profundo que estaba destinado para Maximus. Al derrotar a su compañero, el Hombre Absorbente, Rayo Negro se enfrentó al carcelero aún no identificado. Cuando su cuasi-sónico ya no funciona, Rayo Negro fue asesinado y revivido. Rayo Negro más tarde se hizo conocido con Hombre Absorbente, Blinky, Maestro Metal y Raava. Después de descubrir que el carcelero es un inhumano que fue encarcelado en la prisión de tortura y que desde entonces se hizo cargo de él, Rayo Negro y sus compañeros internos combaten al carcelero. Hombre Absorbente se sacrifica a sí mismo para que Rayo Negro pueda matar al carcelero y permitir que sus compañeros internos escapen.
Rayo Negro vuelve a la Tierra con Blinky. Informan a Titania sobre la heroica muerte de su marido Crusher. En el funeral, Blinky es secuestrado por Lash. Obliga a Rayo Negro a rendirse y le inyecta un veneno para preparar su sangre para ser utilizada como parte de una nueva bomba tipo Terrigen que producirá nuevos inhumanos. El dolor del proceso envía la mente de Rayo Negro hacia la mente de Medusa. Interactúan en un plano psíquico y se actualizan mutuamente. Se entera del amor de Medusa por Gorgon y determinan que no pueden volver a su matrimonio. En cambio, avanzarán, y Medusa promete encontrarlos a medida que se separan. Rayo Negro se libera, solo para sucumbir al veneno. Blinky intenta protegerlo, pero se convierte en un monstruo que canaliza al Carcelero.
Después de un encuentro con los Progenitores, Medusa y Rayo Negro se encuentran en el Plano Astral y acordaron continuar como socios y no como amantes. Cuando Medusa toma el Primagen, le restaura el cabello y la salud, al mismo tiempo que provoca una reacción violenta en el Progenitor atacante para destruir a los Progenitores que se acercan, lo que causa que los Progenitores de clase ordinadora hayan visto el ataque de la Granja Mundial para evitar que la Tierra invada.
En las páginas de "La Muerte de los Inhumanos", Rayo Negro convocará a las cuatro reinas de las tribus inhumanas universales para responder a esta amenaza. Sin embargo, la reunión se aleja de lo planeado, ya que un verdugo inhumano llamado Vox, un superhumano creado por Kree, comienza su sangrienta Cuando Rayo Negro y su familia real llegaron al lugar de reunión, descubrieron los cuerpos de Oola Udonta, Aladi Ko Eke, Onomi Whitemane y la diosa Ovoe, con las mismas tres palabras escritas en su sangre en una pancarta que colgaba sobre su cadáveres y finalmente se dieron cuenta de que cayeron en una trampa cuando uno de los inhumanos muertos estaba conectado con un explosivo. Mientras que la mayoría del grupo de Rayo Negro logró salir con vida, gracias a Lockjaw, Triton no tuvo tanta suerte y murió en la explosión. Rayo Negro luego envió a Lockjaw a New Arctilan para recuperar a su hermano Maximus. Después de que Vox subyuga a Karnak, Rayo Negro llega a donde camina por los pasillos de la base de Kree y habla cada nombre de los caídos de los Inhumanos, convirtiéndolo en una canción sobre la muerte. Eventualmente, todo se reduce a Rayo Negro y Vox, quienes sostienen a Karnak como escudo. Rayo Negro le hace señas a Karnak para que Vox se lo lleve. Vox aparentemente acepta el cambio mientras se teletransporta a sí mismo detrás de Rayo Negro. Antes de los ojos de Karnak, Vox corta la garganta de Rayo Negro. Los Kree toman prisioneros a Rayo Negro y reparan el daño hecho en su garganta sin usar sedantes ni anestesia para aliviar el dolor que los llevó a pensar que el gran poder de Rayo Negro desaparece cuando no grita y, por lo tanto, la profecía sobre el Rey de Medianoche. Ya no es una amenaza para los kree. Sin embargo, mientras está siendo transportado, resulta que todavía tiene su voz, pero es débil. Después de matar a varios Kree, Rayo Negro asegura un arma de fuego y encuentra a Ronan el Acusador vivo. Sin embargo, él es un prisionero de Vox y ha sido experimentado en él. A petición de Ronan, Rayo Negro le permite un asesinato por piedad. La Familia Real Inhumana y Beta Ray Bill rescatan a Black Bolt de Vox. Cuando Maximus estaba detrás de la máscara de Vox, Black Bolt y la Familia Real Inhumana descubren que Vox no es un Super-Inhumano y es solo una programación de Kree. Mientras recapitula las muertes que ha causado Vox, Black Bolt también recuerda la profecía del Rey de la Medianoche. Al reunirse con la Familia Real Inhumana y Beta Ray Bill, Karnak le dice a Black Bolt que Vox es una programación que transporta a sus "víctimas" a los Kree. Como a Black Bolt le queda un grito más, Karnak le dice que haga que cuente. Usando su lenguaje de señas, Black Bolt se dirige a los demás sobre cómo ha cometido errores en el pasado y se disculpa con ellos. Después de un momento de silencio, Black Bolt le ordena a Gorgon que se dé la vuelta. Mientras Gorgon y Beta Ray Bill se enfrentan a los soldados Kree, Black Bolt, Medusa y Lockjaw llegan al laboratorio donde encuentran Inhumanos controlados por Vox como Crystal y Lockjaw. Usando un láser, Black Bolt elimina a Crystal y Lockjaw controlados por Vox solo porque estaban en su camino. Al entrar por una puerta, Black Bolt hace señas de "Te amo. Lo siento" antes de susurrarles que corran. Mientras Medusa y Karnak luchan contra Crystal y Lockjaw controlados por Vox, Black Bolt se enfrenta a otros Inhumanos controlados por Vox como Triton. Conociendo la verdad sobre la profecía, Black Bolt trae la ruina a los Kree y desata su grito sobre los Inhumanos controlados por Vox. Esta acción libera a Crystal y Lockjaw del control de Vox. Gorgon y Beta Ray Bill llegan diciendo que los Kree han huido y ven a Crystal y Lockjaw todavía con vida. Black Bolt emerge de la habitación cuando Medusa le ordena a Lockjaw que los saque de la base Kree. Cuando Crystal pregunta a dónde deben ir, Black Bolt usa su lenguaje de señas para decir "casa". Lockjaw luego los teletransporta.
Black Bolt y otros héroes mueren ayudando al Dr. Strange a luchar contra Galactus, pero todos resucitan después de ganar la batalla.

## Poderes y Habilidades
El físico mutado de Black Bolt supera al físico sobrehumano de Inhumanos comunes: su fuerza, resistencia, durabilidad y reflejos están muy por encima de los niveles humanos e Inhumanos. Su velocidad y agilidad también están mejoradas. También posee sentidos sobrehumanos. Un mecanismo orgánico en el centro del habla de su cerebro produce una partícula desconocida que interactúa con los electrones del ambiente. El más devastador de los efectos es el grito cuasi-sónico de Black Bolt. Debido a que su capacidad de aprovechar electrones está vinculada con el centro del habla de su cerebro, cualquier intento de utilizar sus cuerdas vocales desencadena una alteración incontrolable del campo de interacción de las partículas / electrones. Debido a esta limitación, Black Bolt debe ser vigilante constantemente de incluso la más suave de sus expresiones para no destruir nada ni nadie en su camino. Con toda su fuerza, su voz tiene la capacidad de destruir planetas, mientras que un susurro puede destruir un acorazado. Cuando Black Bolt fue capturado y experimentado por los Skrulls, se demostró que su "grito sónico" se activa y parcialmente depende de al menos su estado emocional.
La antena que lleva en la frente ayuda a Black Bolt a controlar sus poderes. Él puede canalizar sus poderes dentro de sí mismo para incrementar su fuerza y velocidad, y puede concentrarla a través de sus brazos como rayos concusivos. Black Bolt es capaz de canalizar toda la energía disponible en un solo golpe devastador conocido como su Golpe Maestro, el cual posteriormente lo vuelve extremadamente vulnerable. Al concentrar sus electrones en anti-electrones, él puede volar a velocidades de hasta 500 kilómetros por hora durante un período de 6 horas, protegido por un campo de anti-gravitones. Black Bolt puede crear un campo de fuerza casi impenetrable enfocando su energía alrededor de él, y puede usar sus habilidades de electrones como sondas extrasensoriales, muy sensibles a los fenómenos electromagnéticos.
Black Bolt es al menos parcialmente resistente a la telepatía y comparte un vínculo semi-telepático con los de su sangre (como la familia real Inhumana y algunos otros), como fue evidente cuando pudo resistir las habilidades mentales de su hermano telepáticamente poderoso, Maximus, y en diferentes ocasiones, para usar sus propias habilidades para dominar y tomar el control de la mente de Maximus. Uno de los principales usos de Black Bolt para su habilidad telepática es comunicar sus deseos a su esposa, la Reina Medusa, quien luego actúa como su portavoz para el resto de sus súbditos. También puede usar esta telepatía limitada para comunicar sus deseos de destino al perro teletransportador de la familia real, Lockjaw.

## Recepción

### Recepción crítica
Chase Magnett de ComicBook.com calificó a Black Bolt como "una de las creaciones más destacadas de la carrera legendaria de Jack Kirby y Stan Lee en Fantastic Four", y escribió: "Tanto como líder como personaje individual, sigue repleto de potencial. Es imposible imaginar una historia de Inhumanos sin hacer referencia al Rey de la Medianoche. Incluso cuando Medusa dirigía el reino, la ausencia de Black Bolt era un elemento potente en todas sus historias. También es un personaje maravilloso en solitario, que examina el equilibrio de poder y acción. Su incapacidad para hablar debido a que posee tanto potencial destructivo es el tipo de metáfora central que Kirby se destacó en la creación. Black Bolt es un personaje icónico de Marvel Comics, y se siente como si finalmente estuviera nuevamente en el centro de atención donde pertenece". Trevor Norkey de Screen Rant y en cambio un aliado. Desde que los Inhumanos se volvieron significativamente más populares en Marvel Comics durante la última década, Black Bolt se ha convertido en un personaje increíblemente interesante a seguir".
Jesse Schedeen de IGN incluyó a Black Bolt en su lista de "7 Inhumans We Want on Agents of S.H.I.E.L.D.", diciendo: "Black Bolt es prácticamente el mandamás en lo que respecta a los Inhumanos. Es el rey de su pueblo y el gobernante de la ciudad oculta de Attilan. Está encargado de mantener este imperio secreto y garantizar que las futuras generaciones de Inhumanos continuar sobreviviendo y evolucionando. Es un personaje integral de la mitología, y es difícil imaginar a Agents of S.H.I.E.L.D. profundizando demasiado en asuntos Inhumanos sin Black Bolt apareciendo. Sin embargo, gran parte de lo que hace que este personaje sea atractivo es su poder y la terrible precio que cobra en todas las facetas de su vida". ComicsAlliance clasificó a Black Bolt en el segundo lugar en su lista "Marvel's Royal Inhumans, clasificados de peor a mejor", afirmando: "Si te gusta el tipo fuerte y silencioso, no son mucho más fuertes que Black Bolt, o mucho más silenciosos. El King no dice mucho, porque su voz tiene el poder de arrasar ciudades, pero eso ha ayudado a darle al personaje un aire de misterio distante que lo hace más convincente. Otros dos factores hacen de Black Bolt un favorito popular: primero, su disfraz diseñado por Kirby es uno de los mejores de todos los tiempos, desde sus estruendosos pantalones de cuero hasta su diadema de diapasón. Nadie se ve mejor. En segundo lugar, su verdadero nombre es Blackagar Boltagon, lo cual es tan excesivamente ridículo que vuelve a ser increíble".
Screen Rant incluyó a Black Bolt en su lista de los "10 mejores personajes de cómics de Black Panther que no están en el UCM". Comic Book Resources clasificó a Black Bolt en el primer lugar de su lista de "20 Inhumanos más poderosos", en el primer lugar de su lista de "10 Inhumanos que deberían unirse a los Vengadores", en el segundo lugar de su lista de "10 miembros más poderosos de la realeza". En la lista de Marvel Comics", y noveno en su lista de "Todos los miembros de los Illuminati".

## Otras versiones
- Black Bolt juega un papel importante en la historia What If? "¿Qué pasa si ... el traje alienígena hubiera poseído Spider-Man?", donde Spider-Man es asesinado por el traje extraterrestre que adquirió en Secret Wars. Después de que el disfraz intenta tomar el control de Thor y Hulk, los héroes reunidos lo atraen a un área abandonada donde Black Bolt usa su voz para atacar la debilidad del traje a vibraciones sónicas y conducirlo a separarse de Thor.[141]
- En la historia cruzada de 1995 "Era de Apocalipsis", Black Bolt y su familia fueron asesinados por Maximus, y luego fueron clonados por Maximus para servir como su guardaespaldas personal.[142]
- En Línea Amalgam, Vykin el perno Negro, una combinación de DC Comics, Vykin el Negro y Rayo Negro de Marvel, es un miembro del grupo de superhéroes los Un-Personas en el universo de amalgama Comics.[143]
- En la serie de 1998 Mutant X, Black Bolt lidera un equipo de Inhumanos y Eternos en la batalla contra Beyonder y Drácula.[144] Él es el último del ejército en ser asesinado.
- En la historia de 1996-1997 "Héroes Reborn", Black Bolt y los Inhumanos adoran las estatuas de Galactus y sus Heraldos.[145]
- En la realidad alternativa vista en la miniserie de 1999 Earth X, Black Bolt libera la Niebla de Terrigen en la atmósfera de la Tierra, otorgando poderes a toda la humanidad.[146] El personaje reaparece más tarde, y conduce a los héroes fallecidos en un intento de salvar a la humanidad.[147]
- En el 2004, Marvel Knights 2099: Inhumans de un solo disparo escrito por Robert Kirkman, que tuvo lugar en el futuro en un mundo alternativo (Tierra-2992) que no era idéntico al Universo alternativo Marvel en la Tierra-928 presentado en la década de 1990 Marvel 2099 libros, los Inhumanos abandonan la luna de la Tierra y se ven obligados a vivir a bordo de una nave espacial después de que se aprueba la Ley de Registro de Mutantes. Después de irse, Black Bolt se coloca a sí mismo y sus confidentes más cercanos (Tritón, Gorgon, Karnak, Crystal y Medusa) en estasis criogénica y, en su ausencia, su hermano Maximus, se hace cargo como líder de los Inhumanos que viven a bordo de la nave espacial. Mientras tiene el control, Maximus mata a los confidentes de Black Bolt mientras duermen. Cincuenta años después, Black Bolt es liberado de estasis criogénica para descubrir que Maximus ha matado a los más cercanos a él. En represalia, rompe su voto de silencio y destruye la nave espacial de los Inhumanos, matando a todos a bordo, aunque se insinúa que puede haber sobrevivido.
- En la historia de 2005 "House of M", Black Bolt y los Inhumanos aparecen como un aliado de Pantera Negra.[148]
- El universo de Ultimate Marvel, Black Bolt, líder de los Inhumanos, tiene las mismas habilidades y limitaciones que su contraparte principal, y usa sus habilidades para destruir a Attilan después de que se haya infiltrado en los Ultimate Fantastic Four. El solo hecho de que habían respirado aire de Attilan fue suficiente para que Black Bolt tomara esta decisión.[149]
- En la serie limitada de 2006 Marvel Zombies, Black Bolt inicialmente aparece como uno de los héroes sobrevivientes, pero finalmente se zombifica.[150] El personaje reaparece en la serie limitada Marvel Zombies 3, formando una alianza con un zombi Wilson Fisk. Él es capaz de hablar debido al hecho de que su necrosis ha anulado sus poderes. Black Bolt espera que Machine Man, que se está oponiendo al Kingpin, pueda matarlos a todos. Desea la muerte, pero el hambre es demasiado y no puede destruirse a sí mismo.[151]
- En el 2007 The One Fantastic Four Story, Black Bolt y los Inhumanos intentan destruir a un ser llamado el adjudicador, que intenta conquistar la Tierra.[152]
- En el arco de la historia " Viejo Logan" de Mark Millar y Steve McNiven 2008-2009 que apareció en Wolverine, Black Ft es enviado por Emma Frost para intervenir entre Wolverine y Hawkeye contra un Tyrannosaurus de Tierra Salvaje que se ha unido con Venom.[153]
- En la miniserie de 2009 Marvel Zombies Return, cuando los zombis restantes de Tierra-2149 cruzan hacia la Tierra Z, Black Bolt de esa dimensión es zombificado por Giant Man, sin embargo, todavía es capaz de usar sus poderes.[154]

## En otros medios

### Televisión
- Black Bolt apareció en la serie animada Fantastic Four de 1994, episodio de dos partes "Inhumans Saga". El envío a Gorgon a buscar a su esposa Medusa, quién había perdido la memoria. Luego, la llevó a ella y a los Cuatro Fantásticos al Gran Refugio, y lo ayudaron a luchar contra el hermano de Black Bolt, Maximus, quien finalmente atrapó a los Inhumanos dentro de una cúpula impenetrable. En "The Sentry Sinister", han pasado meses y Black Bolt estaba buscando una manera de destruir la cúpula, pero él y cada uno de los Inhumanos hicieron lo mejor que pudieron, pero ninguno de ellos pudo romper la cúpula. Con el suministro de aire agotándose, Black Bolt decidió usar su voz para romper la cúpula. Funcionó, pero destruyó el Gran Refugio en el proceso. Finalmente ellos decidieron reconstruir en otro lugar.
- El bajista de Kiss, Gene Simmons, dijo en un episodio de su reality show televisivo Gene Simmons Family Jewels que es un gran fan de los cómics, y que las "alas de murciélago" de su traje de "demonio" en el escenario fueron modeladas a partir de las usadas por Black Bolt.[155]
- Black Bolt aparece en Hulk and the Agents of S.M.A.S.H., con la voz de Clancy Brown:
  - En el episodio de la primera temporada, titulado "Naturaleza Inhumana", él es el Rey de los Inhumanos y no puede hablar sin usar su grito sónico, a pesar de tener su antena en este programa. Debido a esto, Medusa habla por él, y su única línea siendo "Aplasta" es lo que destruye la barrera levantada por Maximus.
  - En el episodio de la segunda temporada, titulado "Planeta Monstruo" Pt. 2, Black Bolt (junto con Gorgon y Lockjaw) se encuentran entre los superhéroes que ayudan a los Agentes de S.M.A.S.H. y los Vengadores a luchar contra las fuerzas de la Inteligencia Suprema Kree. Cuando Black Bolt cita "Alto," esto desactiva los escudos de la nave de guerra Kree.
- Black Bolt aparece en Ultimate Spider-Man, con la voz de Fred Tatasciore.[156]
  - En la tercera temporada, episodio 20, "Inhumanidad", Maximus ha tomado el control de la Familia Real Inhumana y declarado la guerra contra los humanos (lo cual algunos no saben) usando Attilan. Spider-Man y Tritón son capaces de liberar a la Familia Real Inhumana del control de Maximus, pero la ciudad está a punto de estrellarse en Nueva York. Spider-Man entonces lleva a Black Bolt a una ciudad de radio, donde pronuncia "Paz" y envía a Attilan al océano, para que no dañe nada.
  - En la cuarta temporada, el episodio 12, "La Agente Web", Black Bolt y el resto de la familia real de Inhumanos parecen enfrentarse a Spider-Man y Tritón fuera de la ciudad abandonada Ataron, pero Spider-Man pide perdón por entrar ilegalmente al explicar por qué lo hicieron, Medusa interpreta para Black Bolt indicando que acaban de llegar, solo para enviar a Spider-Man y Tritón un viaje de regreso al Triskelion, tiempo en agradecer a ellos por la protección de Atarog.
- Black Bolt aparece en la nueva serie de Guardianes de la Galaxia, con la voz de Trevor Devall.[157]
  - En el episodio 12, "La Plaga Terrígena", fue uno de los Inhumanos que estaban en éxtasis debido a una plaga Terrigena que causó que se formen cristales en sus cuerpos. Máximus el Loco utiliza la tecnología de control mental para controlar a Black Bolt para que ataque a los Guardianes de la Galaxia, Medusa y Lockjaw. Cuando Ronan el Acusador confiscó el casco de control mental para controlar a Rayo Negro en tener el teletransporte de Lockjaw, Black Bolt y Star-Lord va en las cavernas de Cristal, debajo de Attilan, Star-Lord tuvo que esquivar los ataques de Black Bolt hasta que se usó el CryptoCube para eliminar la plaga en los infectados. Una vez hecho esto, Black Bolt voló hacia la nave de Ronan y cita "Nunca" (rechazando el control y las órdenes de Ronan), que lo destruye. A través de Medusa, Black Bolt dio las gracias a los Guardianes de la Galaxia por su ayuda.
  - En el episodio 21, "El Toque Inhumano", Black Bolt y la Familia Real de Inhumanos ayudan a los Guardianes de la Galaxia, cuando Maximus uso un truco su salida de prisión. En el momento en que el Milano se pegue en algunos desechos espaciales cerca de Attilan, Black Bolt citó "Alto" para deshacerse de los desechos espaciales.
- Black Bolt aparece en Avengers: Ultron Revolution, con la voz de Fred Tatasciore.[158]
  - En la tercera temporada, episodio 9, "Inhumanos entre Nosotros", él aparece con Medusa, Gorgon, Karnak y Lockjaw cuando un barco que transportaba a los Inhumanos y los Alpha primitivos por Seeker, se estrella en las montañas cerca de Maple Falls causando una Niebla Terrigena para envolver a la ciudad. Durante la lucha entre Los Vengadores y los Inhumanos, Black Bolt y Thor comprometidos el uno al otro en la batalla, donde Thor trata de razonar con él debido tanto de que ellos son la realeza. Black Bolt incluso citó "Basta", que hizo golpear a Thor abajo. Cuando Inferno emerge de su capullo Terrigena, Thor le dice a Black Bolt que los Vengadores y los Inhumanos necesitan trabajar juntos para detener a Inferno. Black Bolt está de acuerdo. Después de que Hulk y Lockjaw obtuvieron un Cristal Terrigena que se necesita para un dispositivo para desactivar la Niebla Terrigena, Black Bolt ayudó a dispersarla en el cielo. Black Bolt ayudó a dispersar en el cielo con una cita de "Avanza" para romper el compuesto antídoto. En el episodio 10, "La Condición Inhumana", los Inhumanos acuden en ayuda de Black Bolt, Lockjaw y Seeker cuando Ultron invade a Attilan y captura a los Inhumanos. Durante la lucha contra Ultron, Black Bolt citó a "no más" de donde su voz ataque no tuvo efecto sobre Ultron que luego enganchó a Black Bolt hasta una versión más grande de la máquina que es similar a la del buscador de dispensador Niebla Terrigena. Los efectos de la máquina causados por Black Bolt de gemir suficiente para sacudir a Attilan. Black Bolt fue liberado más tarde de la máquina antes de aterrizar con seguridad a Attilan en las aguas, cerca de Manhattan. En el episodio 23, "Civil War, Parte 1: La Caída de Attilan", Black Bolt y Medusa reciben a los Vengadores a Atillan, junto a Truman Marsh, en hablar sobre el Registro de Inhumanos, hasta que Inferno provoca un caos por Maximus, y al final no tuvieron opción que estar registrados. En el episodios 25, "Civil War, Parte 3: Tambores de Guerra", Black Bolt y Medusa están con Black Widow en liberar a los Vengadores de la prisión, La Balsa, y al escapar, están siendo controlados por los discos de control de sus cuellos de Truman Marsh y atacan a los Vengadores. Al ser liberados, se unen con los Vengadores y Los Poderosos Vengadores en detener a Truman Marsh, y descubren que era Ultron disfrazado. En el episodio 26, "Civil War, Parte 4: La Revolución de los Vengadores ", Black Bolt y Medusa se unen a los Vengadores y Poderosos Vengadores en detener a Ultron, quién controla a los inhumanos y sus robots en destruir a la humanidad. Al final, ven como Atillan ya está siendo reconstruida.
  - En la quinta temporada, episodio "Mists of Attilan", Pantera Negra y Ms. Marvel visitan Attilan para obtener el fragmento clave que el abuelo de T'Challa confió a los Inhumanos antes de que lo haga el Consejo de la Sombra. Black Bolt y Medusa se mostraron renuentes hasta que la princesa Zanda, miembro del Consejo de la Sombra, sea derrotada y se escape. Después de un poco de persuasión de Crystal, Black Bolt y Medusa, entregue la pieza a Pantera Negra mientras les advierte que el Consejo de la Sombra también vendrá después de Attilan.

### Película
- Black Bolt hace una pequeña aparición en la animada directa a video en la película Planet Hulk.

### Marvel Cinematic Universe
Anson Mount interpreta a Black Bolt en películas y series de televisión ambientadas en Marvel Cinematic Universe:

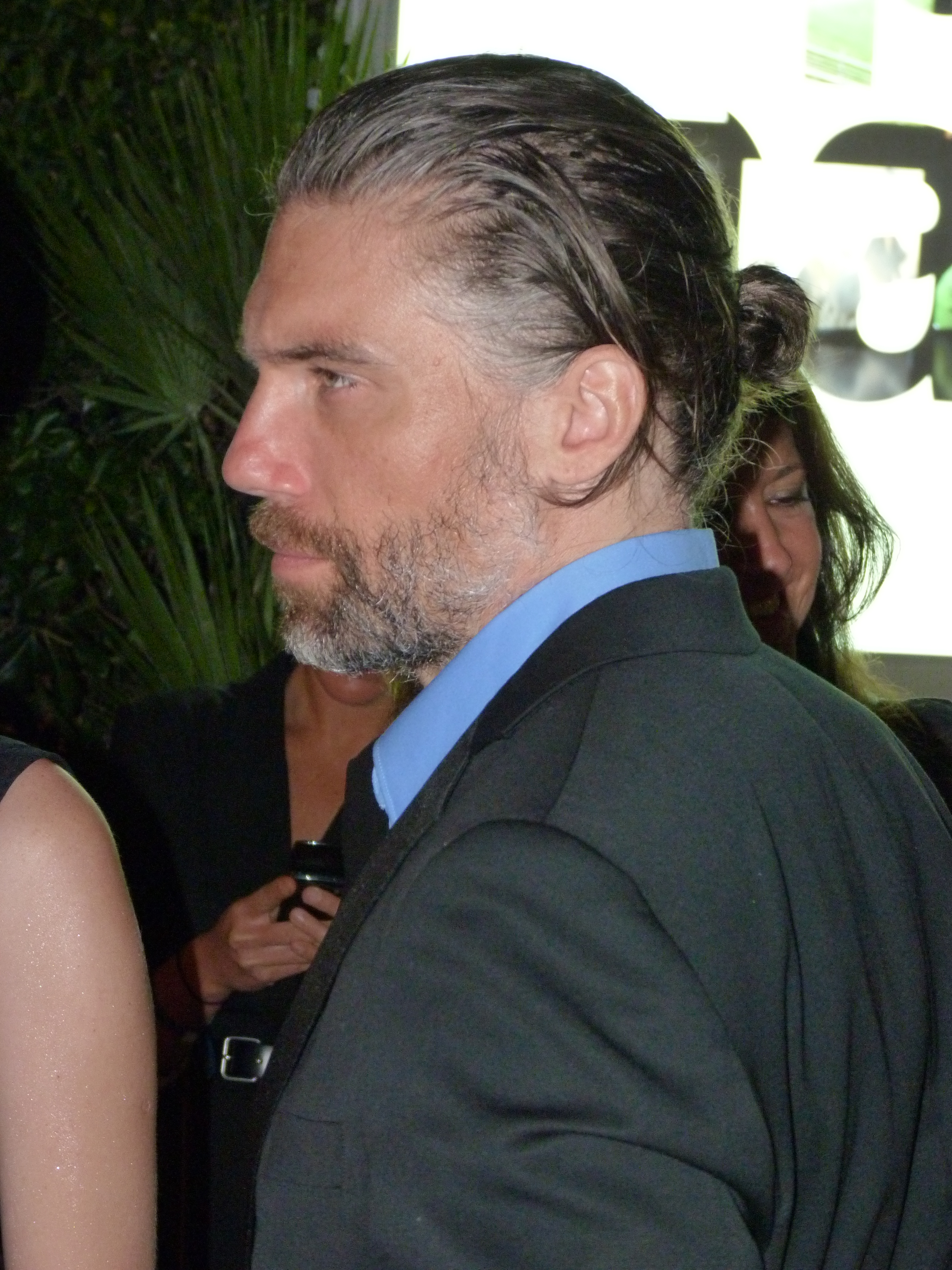
Anson Mount

- Aparece en la serie de acción en vivo Inhumans, de la cadena ABC, estrenada en septiembre de 2017.[159] Mount fue elegido para el papel en febrero de 2017[160] mientras que Lofton Shaw interpreta a un Black Bolt más joven. Se representa a Black Bolt como si hubiera pasado por Terrigenesis cuando era adolescente en lugar de cuando estaba en el útero. También expresó su desinterés en convertirse en rey, pero se vio obligado a hacerlo de todos modos.[161] Él accidentalmente mató a sus padres con sus poderes cuando preguntó "¿Por qué?".[162] Después de que Maximus le usurpe el trono, Black Bolt termina en Hawái, donde es arrestado.[163] Mientras está en prisión, Black Bolt se encuentra con un inhumano llamado Sammy, quien se pone en contacto con el genetista Evan Declan para ayudarlos.[161] Black Bolt pronto se da cuenta de que Declan tenía otros planes para él e intenta escapar con Sammy, pero se encuentra con la inhumana Auran y otros que fueron enviados por Maximus para detenerlo. Medusa, la reina y esposa de Black Bolt, y su aliada humana Louise Fisher llegan y rescatan a Black Bolt.[164] Más tarde, el grupo se reúne con Karnak y Gorgon, el consejero y el jefe de la guardia real, respectivamente, pero Locus, una inhumana con el poder de la geolocalización con su voz, muere de una herida anterior. Antes de morir, ella le dice a Black Bolt que él es capaz de convertirse en un mejor rey.[165] Black Bolt comienza a expresar el deseo de matar a su hermano, pero Medusa lo calma. Junto con Louise, ambos se reúnen con Crystal y Lockjaw con el resto de la familia.[166] Black Bolt revela que estaba al tanto de la traición de su hermano por adelantado y que Triton también estaba involucrado. La familia regresa a Attilan y, después de una mezcla fallida en la que Maximus se lleva a Declan, Black Bolt se enfrenta a su hermano solo para descubrir que no puede matarlo, ya que Attilan será destruido en un plan a prueba de fallas.[167] Aprende de Karnak que Maximus no puede detener su propia seguridad y la Familia Real se ve obligada a evacuar a todos los ciudadanos de Attilan a través de Eldrac. Con solo él y Maximus a la izquierda, Black Bolt se enfrenta a su hermano y se entera de que falsificó una firma para una lobotomía que lo enojó tanto que le hizo matar a sus padres, algo que Maximus no anticipó. Black Bolt lo derriba y lo atrapa en el búnker subterráneo al decir finalmente "Adiós, hermano", y hacer que la entrada sea bloqueada. Se escapa a la Tierra y lleva a su familia y su gente a un nuevo hogar.[168]
- Black Bolt aparece en la película de 2022 Doctor Strange en el multiverso de la locura, representado como un miembro de los Illuminati del universo alternativo etiquetado como Tierra-838.[6] Antes de los eventos de la película, después de que él y el resto de los Illuminati lograron matar al Thanos-838 usando el Libro de Vishanti proporcionado por el Strange-838, Black Bolt ejecutó a Strange (diciendo "Lo siento") sobre el voto de los Illuminati después de que su investigación sobre los métodos para derrotar a Thanos a través de "caminar en sueños" a otros universos con el Darkhold había llevado a la destrucción de otro universo a través de una "incursión". Cuando Wanda Maximoff invade la sede de los Illuminati, Reed Richards intenta disuadirla explicando la capacidad de Boltagon para destruirla con un susurro, a lo que Wanda responde distorsionando la realidad y quitando la boca de este último. Al darse cuenta de que no tiene la boca, Boltagon grita de pánico, y la retroalimentación le aplasta el cráneo, matándolo, antes de que Wanda mate a los otros miembros de los Illuminati mientras persigue a Stephen Strange y América Chávez de su universo. A diferencia de su representación anterior, Black Bolt se representa con un disfraz cómico, completo con un diapasón unido a su máscara.

### Videojuegos
- Black Bolt aparece como un personaje no jugable en el juego de consola Marvel: Ultimate Alliance (2006). Él proporciona a los héroes con una base en Attilan, después de que el Doctor Doom adquiere el poder de Odín y comienza a remodelar la Tierra en su propia imagen.
- Black Bolt está disponible como contenido descargable para el juego LittleBigPlanet, como parte del "Marvel Costume Kit 5".[169]
- Black Bolt es un personaje desbloqueable de tiempo limitado en Marvel: Avengers Alliance.
- Black Bolt aparece como un personaje jugable en Lego Marvel Super Heroes.[170]
- Black Bolt es un personaje jugable en el juego de lucha móvil Marvel Contest of Champions.
- Black Bolt también aparece como un personaje jugable en el juego móvil de pelea Marvel's Mighty Heroes.[171]
- Black Bolt es un personaje jugable en el juego móvil de Acción/Aventura Marvel Future Fight.
- Black Bolt es un personaje jugable en Marvel Heroes.[172]
- Black Bolt es un personaje jugable en el juego móvil de tres combinaciones Marvel Puzzle Quest.[173]
- Black Bolt aparece como un personaje jugable en Lego Marvel Super Heroes 2.[174]
- Black Bolt aparece como un personaje jugable en Marvel Powers United VR, con la voz de Fred Tatasciore.[158]